# Goliath (самохідна міна)

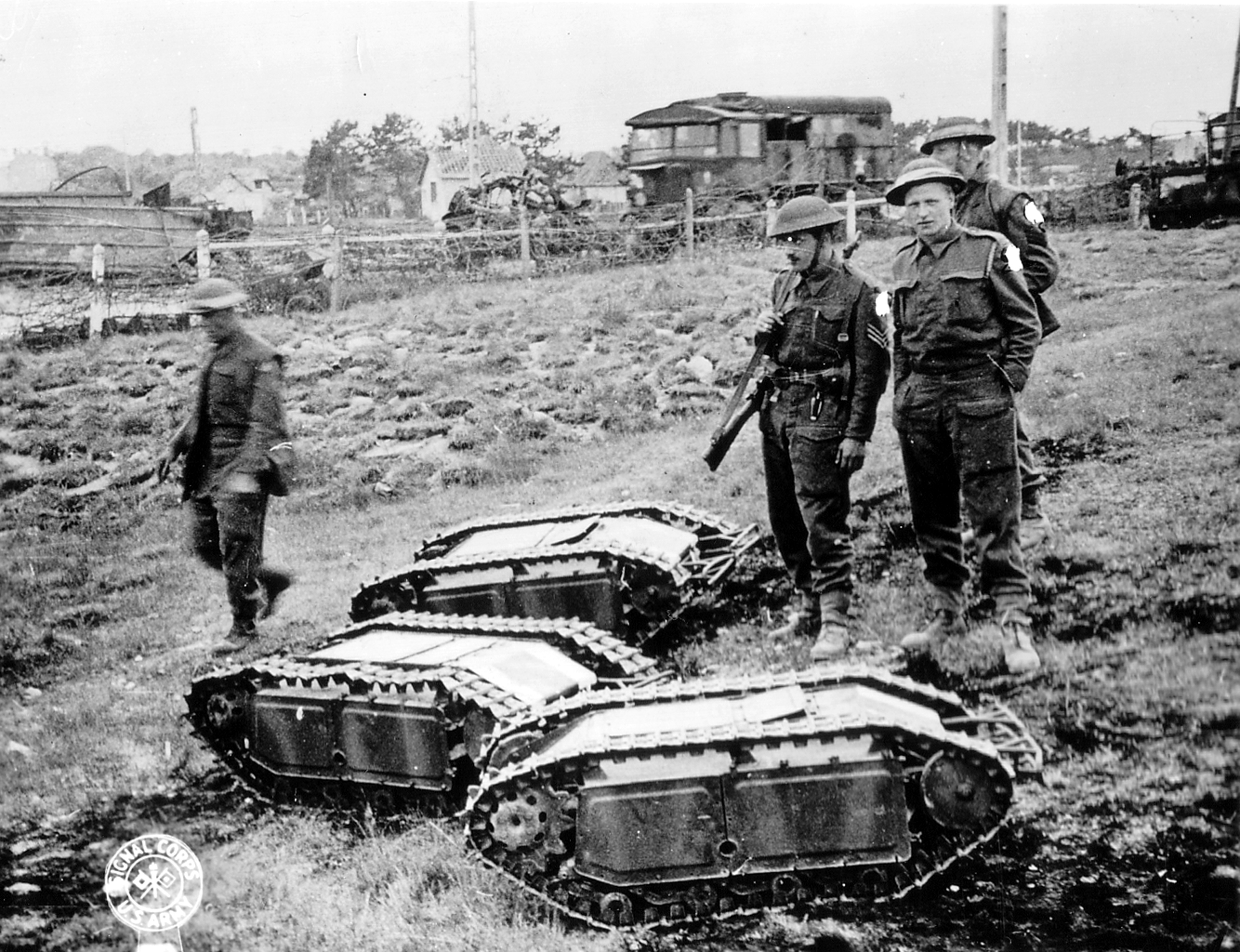
Британські солдати поруч з захопленими німецькими ґоліятами.

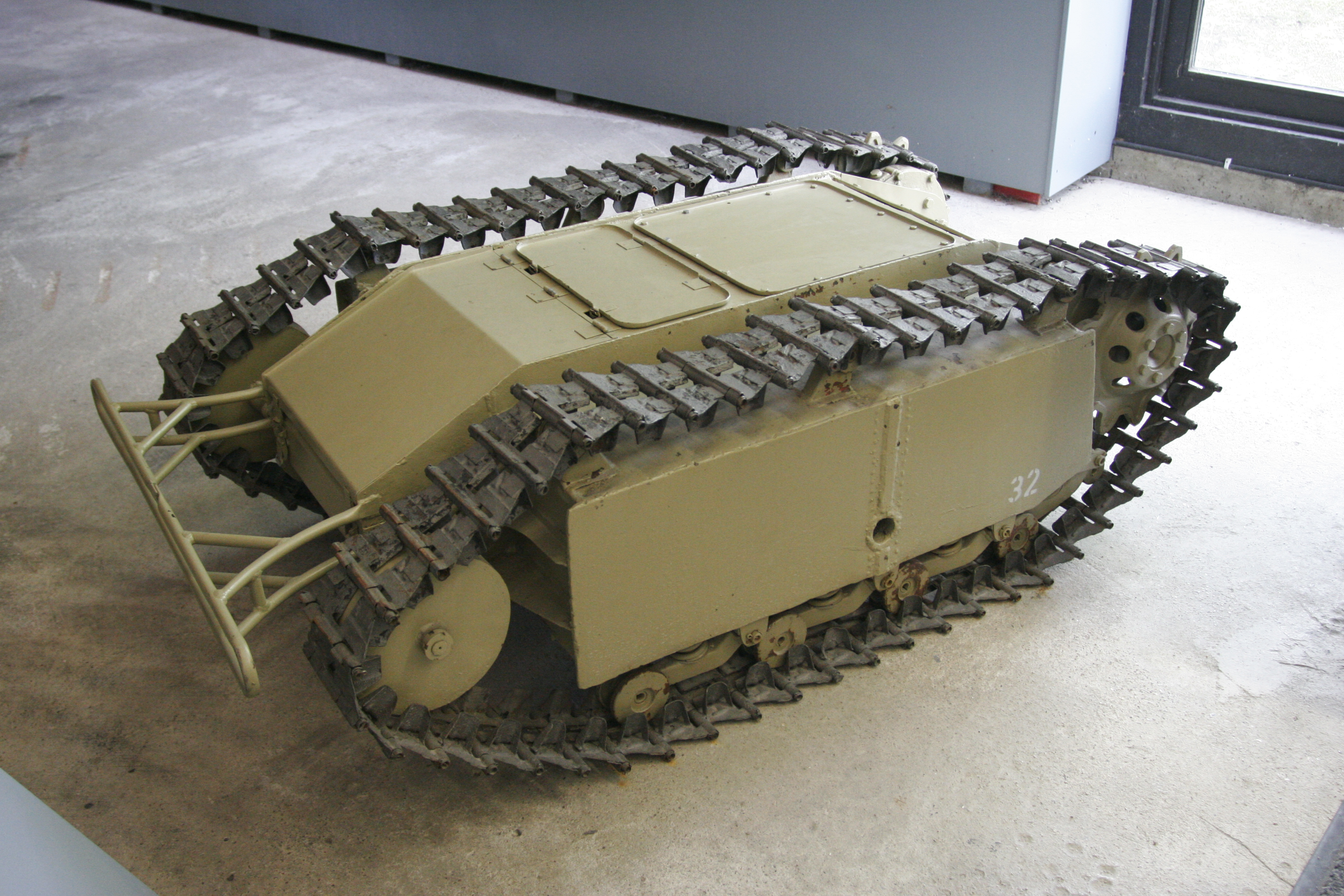
Самохідна міна «Ґоліят» Sd.Kfz. 302 −370 кг.

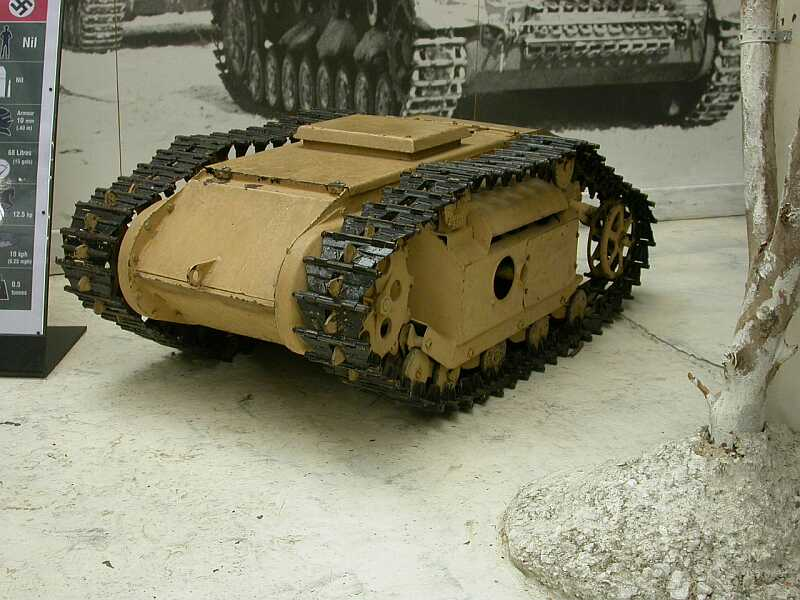
Самохідна міна «Ґоліят» Sd.Kfz. 303

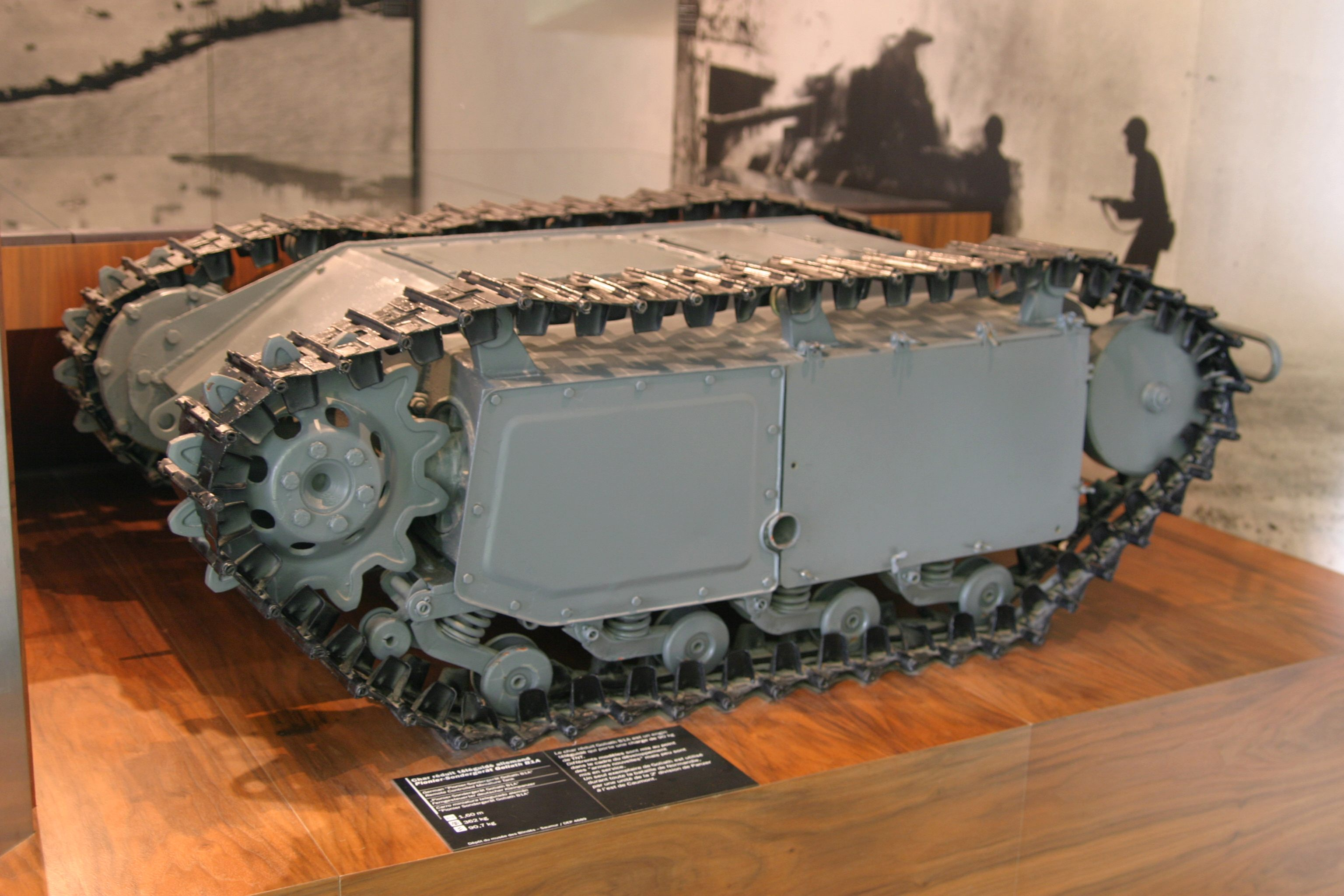
Самохідна міна «Ґоліят» Sd.Kfz. 302

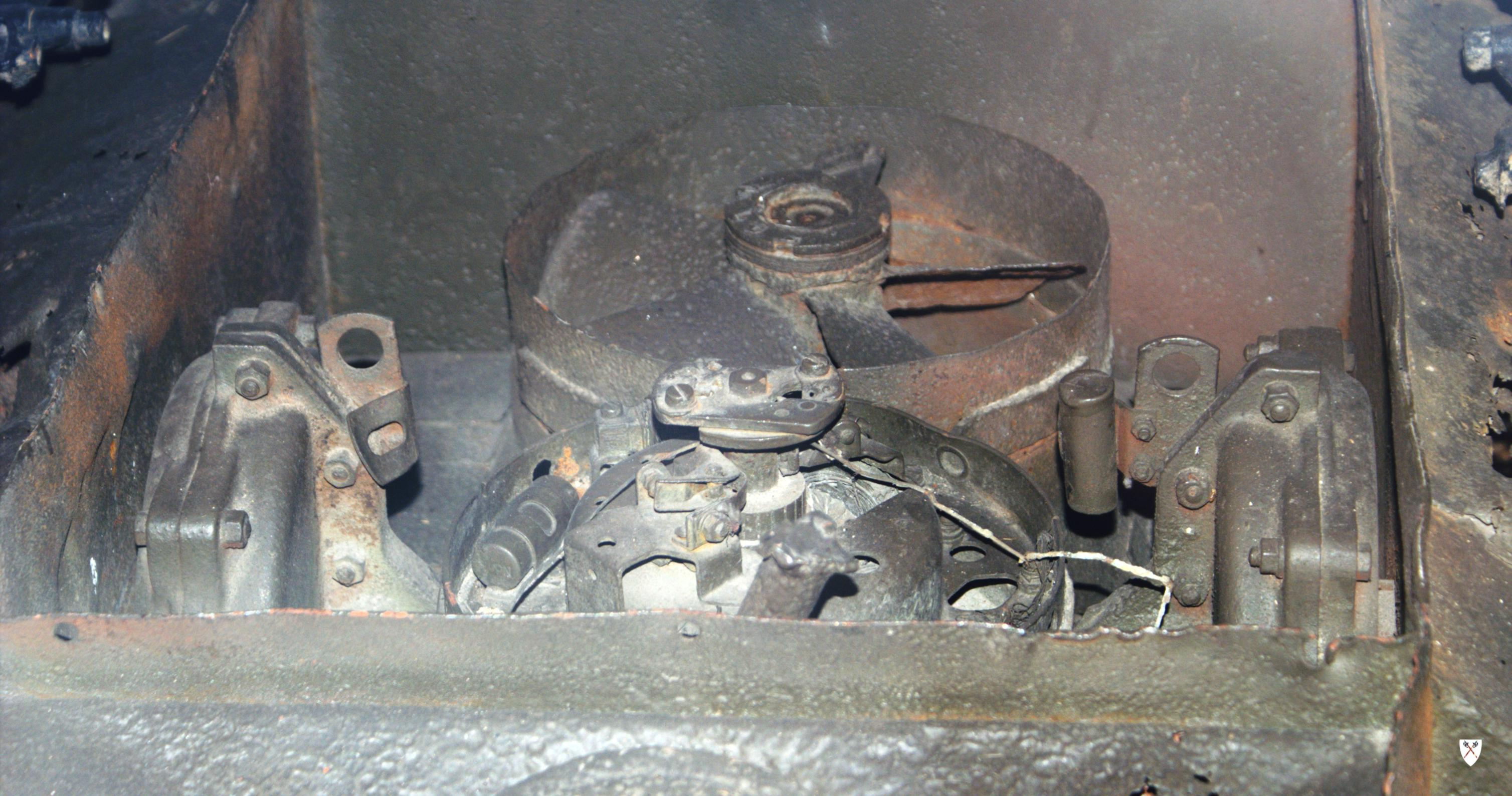
бензиновий двигун

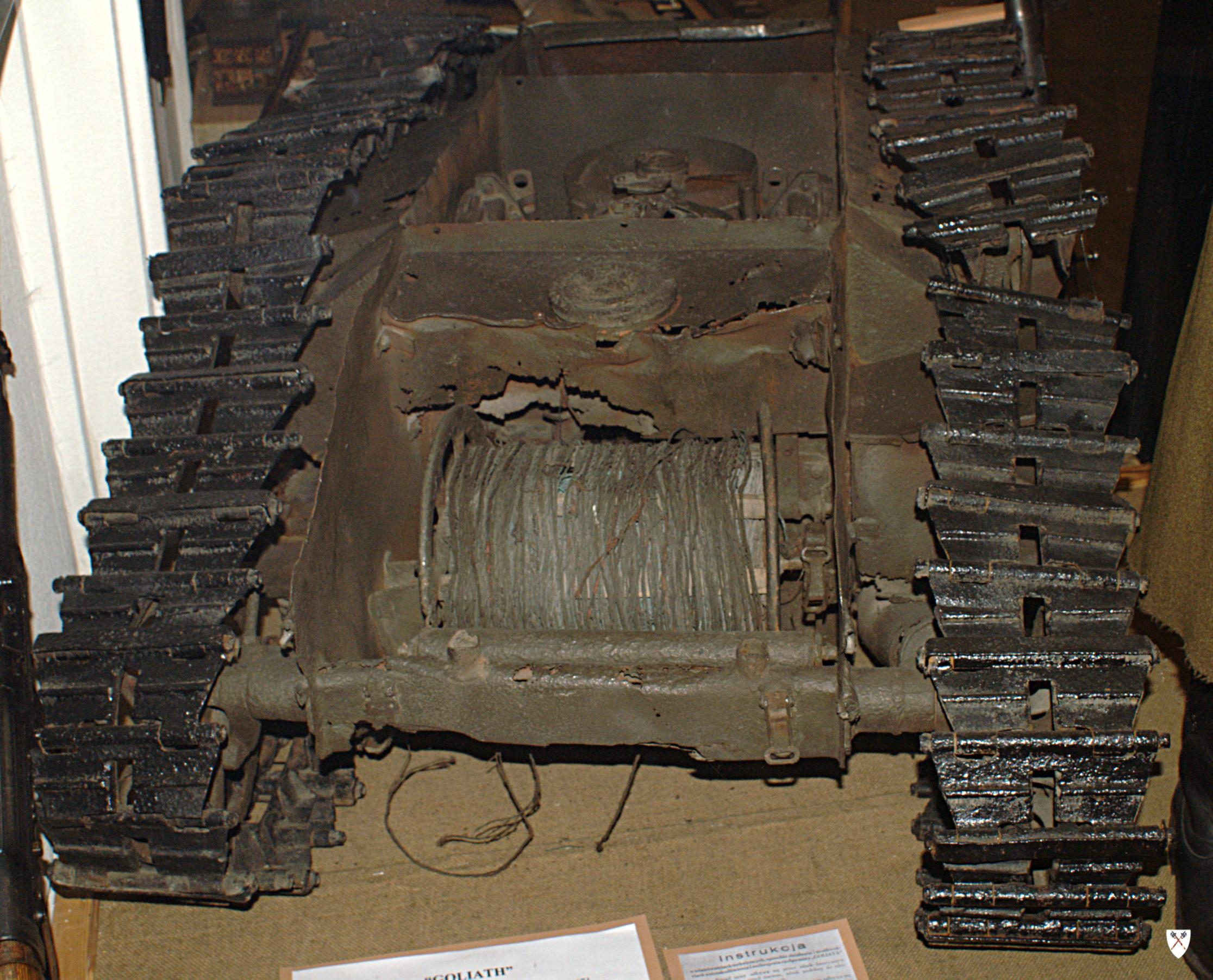

Самохідна міна «Ґоліят» (нім. Sonder Kraftfahrzeug (Зондер Крафтфарцойг тобто спецмашина) — Sd.Kfz. 302/303a/303b/3036) — наземна гусенична самохідна міна, названа на честь біблійного персонажа. Танкетка без екіпажу, керована через провід на відстані. Німецька армія використовувала «Ґоліят» протягом Другої світової війни. Ця гусенична машина була приблизно 1,6 м завдовжки, 0,85 завширшки і 0,6 заввишки. Ця конструкція несла 75—100 кг вибухової речовини і була призначена для знищення танків, щільних піхотних формувань і руйнування будівель.
«Ґоліят» підривався разом із вибуховою начинкою. Спершу на ґоліятах використовували електричний двигун, але через високу ціну і важкість в ремонті, пізніші моделі, відомі як SdKfz. 303, устатковували простішим і надійнішим бензиновим двигуном потужністю 12 к.с. Хоча загалом було випущено 7564 ґоліяти, цю зброю не вважали успішною через високу вартість, низьку швидкість — 9,5 км/г, низьку прохідність, вразливість проводу і тонку броню — 10 мм, яка була не в змозі захистити міну від будь-якої форми протитанкової рушниці. Ґоліяти пізніх моделей коштували приблизно 1000 рейхсмарок (Sd.Kfz. 302 приблизно 3000 рейхсмарок) — для порівняння, 75-мм протитанкова гармата Pak 40 коштувала 12 000 рейхсмарок.

## ТТХ
|                          | «Goliath E» Sd.Kfz. 302 «Gerät 67»                     | «Goliath V»                                          | «Goliath V»                                          |
| Sd.Kfz. 303a «Gerät 671» | «Goliath E» Sd.Kfz. 302 «Gerät 67»                     | Sd.Kfz. 303b «Gerät 672»                             |                                                      |
| Загальні дані            | Загальні дані                                          | Загальні дані                                        | Загальні дані                                        |
| ------------------------ | ------------------------------------------------------ | ---------------------------------------------------- | ---------------------------------------------------- |
| Виробники                | Borgward                                               | Borgward, Zündapp & Zachertz                         | Borgward, Zündapp & Zachertz                         |
| Роки виробництва         | квітень 1942 — січень 1944                             | квітень 1943 — вересень 1944                         | з листопада 1944                                     |
| Кількість                | 2.650                                                  | 4.604                                                | 325                                                  |
| Вартість                 | ~ 3.000 рейхсмарок                                     | ~ 1.000 рейхсмарок                                   | ~ 1.000 рейхсмарок                                   |
| ТТХ                      |                                                        |                                                      |                                                      |
| Маса                     | 370 кг                                                 | 365 кг                                               | 430 кг                                               |
| Вибухові речовини        | 60 кг                                                  | 75 кг                                                | 100 кг                                               |
| довжина/ширина/висота    | 1,50 м / 0,85 м / 0,56 м                               | 1,62 м / 0,84 м / 0,60 м                             | 1,63 м / 0,91 м / 0,62 м                             |
| Привід                   | 2 електродвигуни по 2,5 кВт (Bosch MM/RQL 2500/24 RL2) | 2-циліндровий Zweitaktmotor; 12,5 к.с. (Zündapp SZ7) | 2-циліндровий Zweitaktmotor; 12,5 к.с. (Zündapp SZ7) |
| Швидкість                | 10 км/г                                                | 10 км/г                                              | 11,5 км/г                                            |
| Паливо                   | не застосовується                                      | 6 л                                                  | 6 л                                                  |
| Радіус дії               | 0,8 — 1,5 км                                           | 6 — 12 км (6 — 8 км по бездоріжжю)                   | 6 — 12 км (6 — 8 км по бездоріжжю)                   |
| кліренс                  | 11,4 см                                                | 16 см                                                | 16,8 см                                              |
| рів                      | 60 см                                                  | 85 см                                                | 100 см                                               |
| броня (передня)          | 5 мм сталь                                             | 10 мм сталь                                          | 10 мм сталь                                          |